# Hydrobiosella sagitta
Hydrobiosella sagitta är en nattsländeart som beskrevs av Arturs Neboiss 1977. Hydrobiosella sagitta ingår i släktet Hydrobiosella och familjen stengömmenattsländor. Inga underarter finns listade i Catalogue of Life.